# 培罗蒙
培罗蒙是總部位於中國上海的一家西裝連鎖店。

## 歷史
1933年前后，寧波人许达昌与湖州丝商人蔡履新合伙在静安寺路735号開設第一家培罗蒙西服店。開店不久，戴祖贻成為许达昌的徒弟。戴祖贻表示，培罗蒙的得名可能與天津派拉蒙影片公司有關，當時许达昌的一個兄弟在該影片公司任職。1935年，培罗蒙在上海跑马厅對面开了一家新店。後來培羅蒙轉由许达昌獨自經營。1948年，许达昌來到香成立培罗蒙有限公司（H.BAROMONLTD），上海的培羅蒙繼續營業。1949年年底，戴祖贻來到到香港。不久培羅蒙又在日本開店。戴祖贻于1951年來到东京管理培罗蒙分店。1970年，许达昌将东京培罗蒙店转让给戴祖贻。
留在上海的培羅蒙於1956年被中國共產黨公私合营。文革期间培罗蒙改名为中国服装店，文革結束後改名培艺，1980年恢复培羅蒙原名。1981年，培罗蒙在金陵东路开设分店。1985年，培罗蒙西服店改称培罗蒙西服公司。2006年被評為中華老字號。